# Condado de Carroll (Mississippi)
O Condado de Carroll é um dos 82 condados do estado norte-americano do Mississippi. A sede de condado é Carrollton e a sua maior cidade é Vaiden.
O condado tem uma área de 1645 km² (dos quais 18 km² estão cobertos por água), uma população de 10 769 habitantes, e uma densidade populacional de 7 hab/km² (segundo o censo nacional de 2000). O condado foi fundado em 1833 e recebeu o seu nome em homenagem a Charles Carroll de Carrolton (1737-1832), delegado ao Congresso Continental e posteriormente senador, e que foi o único católico e o último dos signatários da Declaração de Independência dos Estados Unidos.